# Gmina Jegunowce
Gmina Jegunowce (mac. Општина Јегуновце) – gmina wiejska w północnej Macedonii Północnej.
Graniczy z gminami: Tearce od północnego zachodu, Tetowo od zachodu, Żelino od południa, Saraj od południowego wschodu oraz z Kosowem od północy i wschodu.
Skład etniczny
- 55,26% – Macedończycy
- 43,02% – Albańczycy
- 1,01% – Serbowie
- 0,71% – pozostali

W skład gminy wchodzi:
- 17 wsi: Bełowiszte, Jażince, Jancziszte, Jegunowce, Kopance, Oraszje, Podbrege, Preljubiszte, Raotince, Ratae, Rogaczewo, Szemszewo, Siriczino, Staro Seło, Tudence, Wratnica, Żilcze.